# Латин
Лати́н (лат. Latinus) — мифологическая личность в мифологии Древней Греции и Древнего Рима, царь Лаврента, его имя связано с происхождением названия племени латинян.

По различным версиям, он выступает как:
- сын Одиссея и Калипсо[2];
- сын Одиссея и Кирки[3];
- сын Телемаха и Кирки[4];
- согласно писателю Клинию, сын Телегона[5];
- согласно Иоанну Лиду, ссылающемуся на Гесиода, сын Зевса и Пандоры[6].
- сын Фавна и Марики[7];
- сын Геракла и гиперборейской девы, выданной замуж за Фавна[8];
- сын дочери Фавна, зачатый от Геракла[9].
- сын Ареса и Антики.

По Дионисию Галикарнасскому — царь аборигинов, которые, объединившись с троянцами под предводительством Энея, по его имени стали зваться латинами. По одной из хронологий, стал царем через 55 лет после отбытия Геракла и правил 35 лет.
Убит в войне с рутулами. Отец Лавинии, его сын умер в юности.
Почитался в Древнем Риме как Юпитер Латиарис (Лациарий), святилище находилось на Альбанской горе.
Исследователь Александр Грандаззи высказал мнение, что изначально Латин был одним из главных героев латинской мифологии, но позже многие его деяния были приписаны Энею в рамках «троянизации» мифа.